# Inger Grimlund
Inger Grimlund, född Ljungström 28 mars 1930, är en svensk journalist och författare. 
Som journalist på Svensk Damtidning skrev hon en artikelserie om kända personers matlagning, Stjärnor vid spisen, vilken senare blev en bok. 1980 startade hon tillsammans med Christine Samuelson och Sven "Nito"  Neander tidningen Gourmet på Saxon och Lindströms förlag.
1977 arrangerade Inger Grimlund för första gången i Sverige SM i ostronöppning. 1997 grundande hon föreningen Låt måltiden blomma. 
Föreningen Låt måltiden blomma bildade "Måltidens dag" 1998. Dagen infaller alltid tredje torsdagen i oktober månad.
Jordbruksminister Margareta Winberg utsåg Inger Grimlund till svensk matambassadör 2000 i samband med Måltidens dag med motiveringen: "Inger Grimlunds insatser för att med stor entusiasm förmedla kunskap om mat, matlagning och matglädje är väl känd. Utöver detta finns hennes förmåga att lyfta fram betydelsen av gemenskapen kring måltiden i olika miljöer. Inger Grimlund har i sitt arbete som matjournalist och grundare av föreningen Låt måltiden blomma bland annat bidragit till att ge nytt liv åt måltiden hos många av dagens skolbarn."